# Оєжиці
Оєжиці (пол. Ojerzyce, нім. Oggerschütz) — село в Польщі, у гміні Щанець Свебодзінського повіту Любуського воєводства.
Населення — 211 осіб (2011).
У 1975-1998 роках село належало до Зеленогурського воєводства.

## Демографія
Демографічна структура станом на 31 березня 2011 року:
|          | Загалом | Допрацездатний вік | Працездатний вік | Постпрацездатний вік |
| -------- | ------- | ------------------ | ---------------- | -------------------- |
| Чоловіки | 102     | 22                 | 71               | 9                    |
| Жінки    | 109     | 20                 | 69               | 20                   |
| Разом    | 211     | 42                 | 140              | 29                   |